# Віла-Олімпія

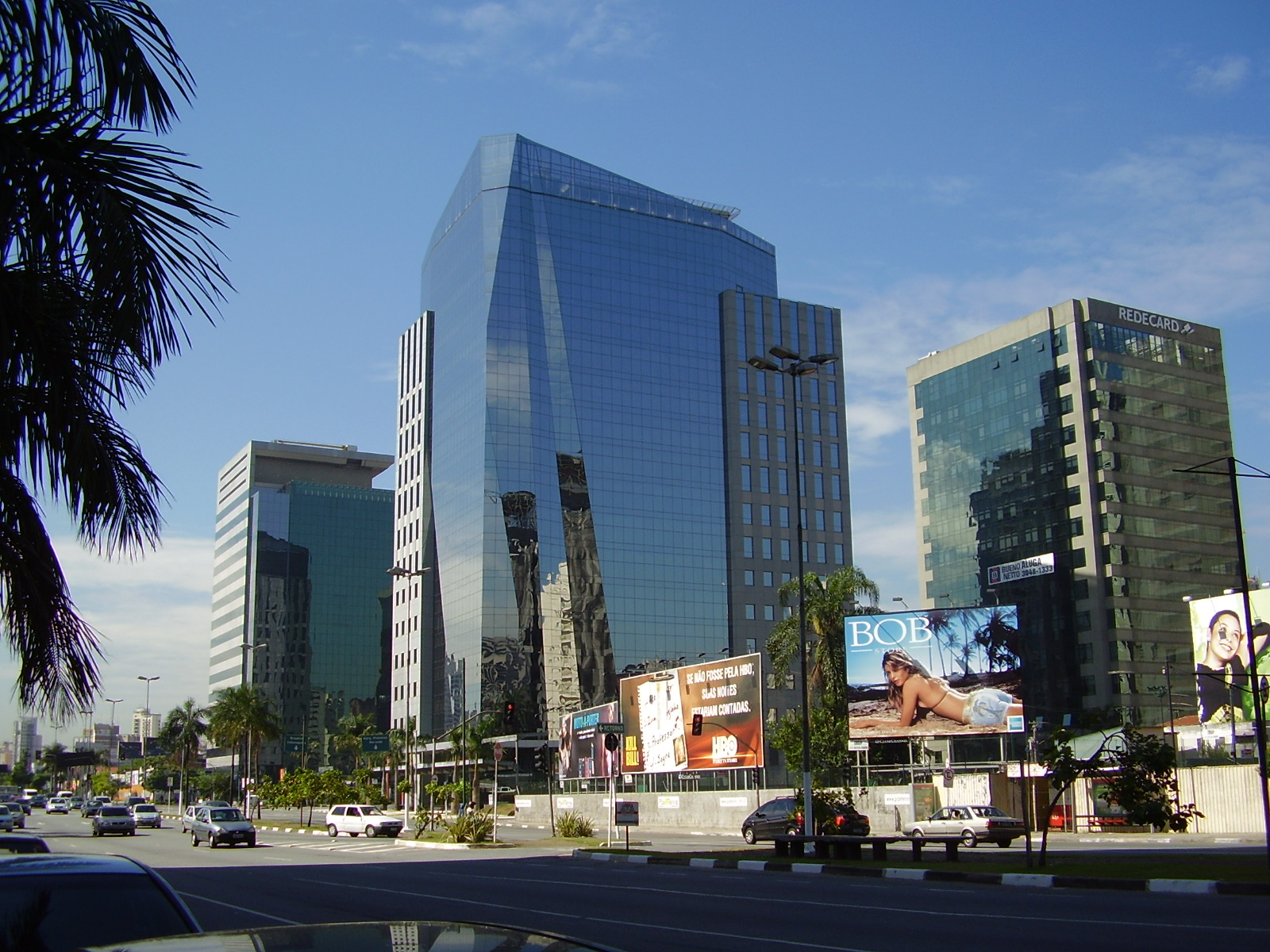
Район Віла-Олімпія

23°36′ пд. ш. 046°41′ зх. д. / 23.600° пд. ш. 46.683° зх. д.
Віла-Олімпія (порт. Vila Olímpia) — район (bairro) міста Сан-Паулу, розташований в окрузі Ітайм-Бібі.
В цьому районі знаходяться представництва великого числа міжнародних та великих бразильських компаній. Особливо багато серед них компаній, що працюють в області високих технологій: Google, Yahoo!, ApontadorMapLink, Buscape, Intel, Symantec, Microsoft та багато інших.
Крім того, район відомих своїм нічним життям, тобто барами і нічними клубами, тут проводить дозвілля велике число молоді міста.
Також район відомий торговим центром «Villa Daslu», що торгує товарами розкоші. Це найбільший центр такого роду в Латинській Америці та один з найбільших у світі.
Крім того, в районі знаходиться E-Tower, одна з найвідоміших та п'ята за висотою будівля міста Сан-Паулу (12 у країні).
| Бразилія | Це незавершена стаття з географії Бразилії. Ви можете допомогти проєкту, виправивши або дописавши її. |